# Slag bij Kamp Allegheney
De Slag bij kamp Allegheny vond plaats op 13 december 1861 in Pocahontas County, Virginia (tegenwoordig West Virginia) tijdens de Amerikaanse Burgeroorlog.
In december hadden Zuidelijke eenheden onder leiding van kolonel Edward Johnson de top van Allegheny Mountain bezet om de Staunton-Parkersburg Pike te verdedigen. Een Noordelijke eenheid onder leiding van brigadegeneraal Robert H. Milroy viel Johnson aan op 13 december 1861 om de Zuidelijken te verdrijven uit hun positie.
In de gure winterwind vonden er gevechten plaats tussen de tegenstanders terwijl ze de nodige manoeuvres en tegenmanoeuvres uitvoerden om de overhand te krijgen. De Noordelijke brigadegeneraal Milroy had een sterke rechterflank nabij een bos met struiken en gevallen bomen. Hierdoor hadden de Zuidelijken het moeilijk om de Noordelijken te verjagen uit deze goede defensieve positie. Een Zuidelijke batterij stelde zich op tegenover de Noordelijke rechterflank en vuurde gewone schoten en kartetsen af op de vijand. Uiteindelijk trok Milroy zich terug naar zijn kampement bij Green Spring nabij Cheat Mountain. Johnson had 25 gesneuvelden, 97 gewonden en 23 vermiste soldaten te betreuren.